# Maureen Kaila Vergara
Maureen Kaila Vergara (São Francisco, Estados Unidos, 17 de dezembro de 1964) é uma ex-ciclista salvadorenha, que alinhou para a equipe norte-americana 800.com.
Sua carreira como profissional começou em 1990 e terminou em 2001. Vergara competiu nos Jogos Olímpicos de Verão de 1996 e 2000, ambos na prova de corrida por pontos. Em 1996, também participou na prova de estrada, mas não conseguiu terminar a corrida.